# Mistrovství světa ve veslování 1995

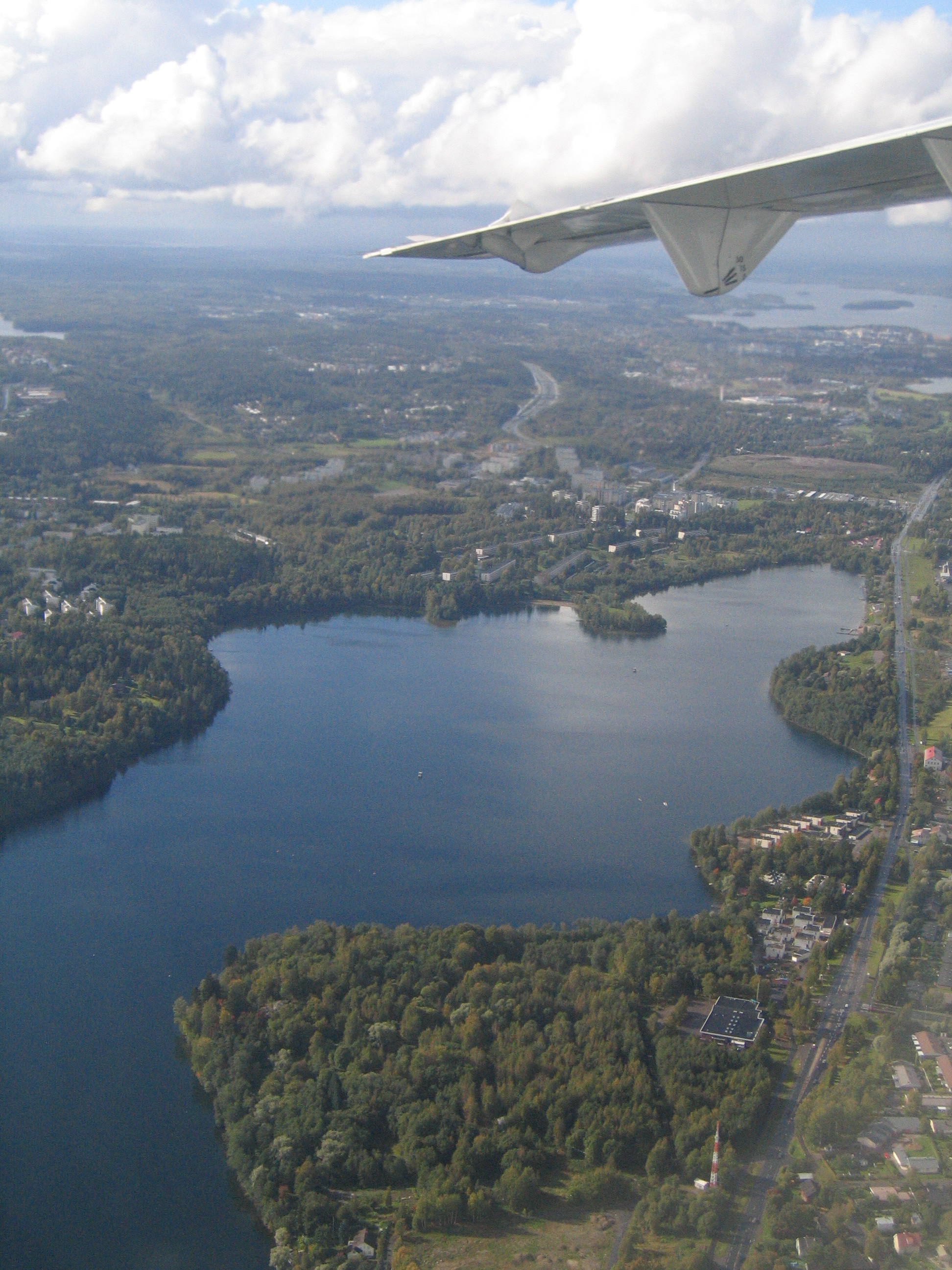
Jezero Kaukajärvi, dějiště šampionátu

Mistrovství světa ve veslování 1995 byl v pořadí 24. šampionát konaný mezi 20. a 28. srpnem 1995 na jezeře Kaukajärvi ve finském Tampere.
Každoroční veslařská regata trvající jeden týden je organizována Mezinárodní veslařskou federací (International Rowing Federation; FISA) obvykle na konci léta severní polokoule. V neolympijských letech představuje mistrovství světa vyvrcholení mezinárodního veslařského kalendáře a v roce, jenž předchází  olympijským hrám, představuje jejich hlavní kvalifikační událost. V olympijských letech pak program mistrovství zahrnuje pouze neolympijské disciplíny.

## Medailové pořadí
| Pořadí | Země               | Zlato | Stříbro | Bronz | Celkem |
| ------ | ------------------ | ----- | ------- | ----- | ------ |
| 1      | USA                | 5     | 1       | 1     | 7      |
| 2      | Itálie             | 5     | 0       | 3     | 8      |
| 3      | Německo            | 2     | 4       | 3     | 9      |
| 4      | Spojené království | 2     | 4       | 0     | 6      |
| 5      | Dánsko             | 2     | 2       | 3     | 7      |
| 6      | Kanada             | 2     | 2       | 0     | 4      |
| 7      | Austrálie          | 2     | 1       | 1     | 4      |
| 8      | Švédsko            | 1     | 1       | 0     | 2      |
| 9      | Rakousko           | 1     | 0       | 0     | 1      |
| 9      | Slovinsko          | 1     | 0       | 0     | 1      |
| 9      | Švýcarsko          | 1     | 0       | 0     | 1      |
| 12     | Francie            | 0     | 3       | 2     | 5      |
| 13     | Nizozemsko         | 0     | 2       | 3     | 5      |
| 14     | Česko              | 0     | 1       | 1     | 2      |
| 14     | Nový Zéland        | 0     | 1       | 1     | 2      |
| 16     | Estonsko           | 0     | 1       | 0     | 1      |
| 16     | Rumunsko           | 0     | 1       | 0     | 1      |
| 18     | Belgie             | 0     | 0       | 2     | 2      |
| 19     | Argentina          | 0     | 0       | 1     | 1      |
| 19     | Bělorusko          | 0     | 0       | 1     | 1      |
| 19     | Norsko             | 0     | 0       | 1     | 1      |
| 19     | Polsko             | 0     | 0       | 1     | 1      |
| Celkem | Celkem             | 24    | 24      | 24    | 72     |

## Přehled medailí

### Mužské disciplíny
| Disciplína                      | Zlato | Čas     | Stříbro | Čas     | Bronz | Čas     |
| Skif M1x                        | Slovinsko Iztok Čop | 6:52,93 | Estonsko Jüri Jaanson | 6:53,48 | Česko Václav Chalupa | 6:54,14 |
| Dvojskif M2x                    | Dánsko Lars Christensen Martin Hansen Haldbo | 6:17,01 | Německo André Steiner Stephan Volkert | 6:19,42 | Norsko Steffen Størseth Kjetil Undset | 6:21,84 |
| Párová čtyřka M4x               | Itálie Alessandro Corona Rossano Galtarossa Massimo Paradiso Alessio Sartori                                                                                | 6:10,09 | Německo Marco Geisler Andreas Hajek Marko Schwalbe André Willms                                                                                              | 6:11,62 | Argentina Santiago Fernández Sergio Fernández González Rubén Knulst Guillermo Pfaab                                                                                 | 6:12,62 |
| Dvojka s kormidelníkem M2+      | Itálie Giuliano De Stabile Luca Sartori Antonio Cirillo (k)                                                                                                 | 7:35,11 | Francie Antoine Béghin Laurent Béghin Christophe Lattaignant (k)                                                                                             | 7:37,97 | Belgie Frank Moortgat Dominique Verdeyen Benoit Ollemans (k) | 7:41,21 |
| Dvojka bez kormidelníka M2-     | Spojené království Matthew Pinsent Steve Redgrave | 6:28,11 | Austrálie Robert Walker Richard Wearne | 6:29,87 | Francie Michel Andrieux Jean-Christophe Rolland | 6:30,63 |
| Čtyřka s kormidelníkem M4+      | USA Chris Ahrens Peter Collins Ben Holbrook James Munn Peter Cipollone (k)                                                                                  | 6:37,50 | Nový Zéland Murdoch Dryden Andrew Matheson Chris McAsey CChris White Michael Whittaker (k)                                                                   | 6:38,65 | Itálie Lorenzo Carboncini Luca Cavallini Ciro Liguori Rocco Pecoraro Vincenzo Di Palma (k)                                                                          | 6:40,14 |
| Čtyřka bez kormidelníka M4-     | Itálie Riccardo Dei Rossi Raffaello Leonardo Valter Molea Carlo Mornati                                                                                     | 5:58,28 | Spojené království Timothy Foster Rupert Obholzer Greg Searle Jonathan Searle                                                                                | 5:58,89 | Polsko Piotr Basta Wojciech Jankowski Maciej Łasicki Jacek Streich                                                                                                  | 6:02,13 |
| Osma M8+                        | Německo Roland Baar Stefan Forster Detlef Kirchhoff Ike Landvoigt Joachim Lerche Frank Richter Dieter Sator Marc Weber Peter Thiede (k)                     | 5:53,40 | Nizozemsko Michiel Bartman Kai Compagner Nico Rienks Niels van der Zwan Jaap Krijtenburg Niels van Steenis Henk-Jan Zwolle Ronald Florijn Jeroen Duyster (k) | 5:55,54 | USA Jonathan Brown Sean Hall Frederic Honebein Robert Kaehler Jeffrey Klepacki James Koven Michael Peterson Don Smith Steven Segaloff (k)                           | 5:57,46 |
| Skif LV LM1x                    | Spojené království Peter Haining | 7:29,78 | Česko Tomáš Kacovský | 7:31,60 | Dánsko Anders Brems | 7:33,24 |
| Dvojskif LV LM2x                | Švýcarsko Markus Gier Michael Gier | 6:45,56 | Švédsko Anders Christensson Mattias Tichy | 6:46,83 | Austrálie Anthony Edwards Bruce Hick | 6:47,60 |
| Párová čtyřka LV LM4x           | Rakousko Gernot Faderbauer Walter Rantasa Christoph Schmölzer Wolfgang Sigl                                                                                 | 6:09,32 | Německo Frank Günder Andreas Lutz Bernhard Rühling Jens Weckbach                                                                                             | 6:11,07 | Itálie Lorenzo Bertini Paolo Pittino Franco Sancassani Massimo Guglielmi                                                                                            | 6:13,71 |
| Dvojka bez kormidelníka LV LM2- | Itálie Carlo Grande Pasquale Marigliano | 7:08,64 | Francie Sebastien Bel Xavier Dorfman | 7:11,77 | Dánsko Thomas Ebert Bo Helleberg | 7:13,96 |
| Čtyřka bez kormidelníka LV LM4- | Itálie Carlo Gaddi Leonardo Pettinari Andrea Re Ivano Zasio                                                                                                 | 6:16,46 | Dánsko Eskild Ebbesen Victor Feddersen Niels Henriksen Thomas Poulsen                                                                                        | 6:17,83 | Německo Michael Buchheit Oliver Rau Bernhard Stomporowski Martin Weiß                                                                                               | 6:18,44 |
| Osma LV LM8+                    | Dánsko Johnny Bo Andersen Torben Bech Jensen Thomas Croft Carsten Glud Søren Henrichsen Jeppe Jensen Kollat Michael Jensen Bo Vestergaard Dennis Larsen (k) | 5:53,45 | Spojené království Christopher Bates Andrew Butt Niall Gardam Ben Helm Dave Lemon Jim McNiven Nicholas Strange Jon Williamson John Deakin (k)                | 5:55,70 | Itálie Salvatore Amitrano Enrico Barbaranelli Sabino Bellomo Danilo Fraquelli Stefano Fraquelli Fabrizio Ravasi Roberto Romanini Carmine Somma Gaetano Iannuzzi (k) | 5:58,77 |

### Ženské disciplíny
| Disciplína                      | Zlato | Čas     | Stříbro | Čas     | Bronz | Čas     |
| Skif W1x                        | Švédsko Maria Brandinová | 7:26,00 | Kanada Silken Laumannová | 7:29,07 | Belgie Annelies Bredaelová | 7:34,29 |
| Dvojskif W2x                    | Kanada Kathleen Heddleová Marnie McBeanová | 6:55,76 | Nizozemsko Eeke van Nesová Irene Eijsová | 6:55,84 | Nový Zéland Philippa Bakerová Brenda Lawsonová | 6:59,43 |
| Párová čtyřka W4x               | Německo Kerstin Köppenová Katrin Rutschowová Jana Sorgersová Jana Thiemeová                                                                                          | 6:40,80 | Kanada Laryssa Biesenthalová Kathleen Heddleová Marnie McBeanová Diane O'Grady                                                               | 6:43,02 | Nizozemsko Nelleke Penninxová Eeke van Nesová Anita Meilandová Irene Eijsová | 6:43,22 |
| Dvojka bez kormidelnice W2-     | Austrálie Kate Slatterová Megan Stillová | 7:12,70 | USA Karen Kraftová Missy Schwenová-Ryanová                                                                                                   | 7:14,90 | Francie Celine Cuisantová-Garciaová Christine Gosseová | 7:16,49 |
| Čtyřka bez kormidelnice W4-     | USA Cindy Brooksová Melissa Iversonová Lianne Nelsonová Katherine Scanlonová Lewisová                                                                                | 7:03,53 | Německo Gerte Johnová Doreen Martinová Dana Pyritzová Anke Weilerová                                                                         | 7:05,13 | Bělorusko Tamara Dawydenko Irina Gribko Natalja Stasiuk Marina Snak | 7:07,98 |
| Osma W8+                        | USA Jennifer Dore Catriona Fallonová Amy Fullerová Anne Kakela Laurel Korholzová Elizabeth McCaggová Mary McCaggová Monica Tranelová-Michiniová Yasmin Farooqová (k) | 6:50,73 | Rumunsko Angela Alupei Iulia Bobeică Veronica Cochelea Doina Ignatová Ioana Olteanu Dobrita Preda Doina Spîrcu Anca Tănase Cristina Ilie (k) | 6:52,76 | Nizozemsko Tessa Appeldoornová Femke Boelenová Anneke Venema Marieke Westerhofová Muriel van Schilfgaarde Meike van Drielová Tessa Knavenová Rita de Jongová Jissy de Wolfová (k) | 6:54,25 |
| Skif LV LW1x                    | Austrálie Rebecca Joyce | 8:14,66 | Francie Catherine Muellerová | 8:16,31 | Nizozemsko Annette Bogstra | 8:18,61 |
| Dvojskif LV LW2x                | Kanada Colleen Millerová Wendy Wiebe | 7:26,45 | Dánsko Lene Anderssonová Berit Christoffersenová                                                                                             | 7:27,28 | Německo Michelle Darvillová Ruth Kapsová | 7:29,60 |
| Dvojka bez kormidelnice LV LW2- | USA Christine Collinsová Ellen Minznerová | 7:55,99 | Spojené království Alison Brownlessová Jane Hallová                                                                                          | 7:59,17 | Dánsko Kristine Jørgensenová Sharon Thilgreenová | 8:02,58 |
| Čtyřka bez kormidelnice LV LW4- | USA Barbara Byrne Linda Muri Whitney Postová Sarah Simmonsová | 7:08,48 | Spojené království Juliet Machanová Robyn Morrisová Jo Nitschová Rachel Woolfová                                                             | 7:09,74 | Německo Janet Radünzelová Gunda Reimersová Jutta Schaustenová Gaby Schulzová | 7:13,91 |